# Marinheiros da Guarda Imperial (Napoleão)
Os Marinheiros da Guarda Imperial (Francês: Marins de la Garde Imperiale) eram uma unidade naval  Guarda Imperial de Napoleão. Os membros da unidade não só operavam como infantaria naval, mas também como artilheiros, marinheiros e sapadores. O próprio Napoleão declarou: "[Eles] eram bons marinheiros, então eram os melhores soldados. E eles faziam tudo - eles eram soldados, artilheiros, sapadores, tudo!". 

## História
Quando Napoleão foi coroado imperador em 2 de dezembro de 1804, o batalhão da Marinha da Guarda Consular (futura guarda imperial) consistia em 820 oficiais, suboficiais e marinheiros, Napoleão integrou esse batalhão à Guarda Imperial e os dividiu em 5 tripulações, totalizando 818 tripulantes. Suas patentes eram as mesmas da marinha, não do exército, e cada tripulação era comandada por um Capitão de Fragata (Capitaine de Frégate) ou por um Capitão de Embarcação (Capitaine de Vaisseau) contando com quatro outros oficias, 15 suboficiais e 125 graduados.

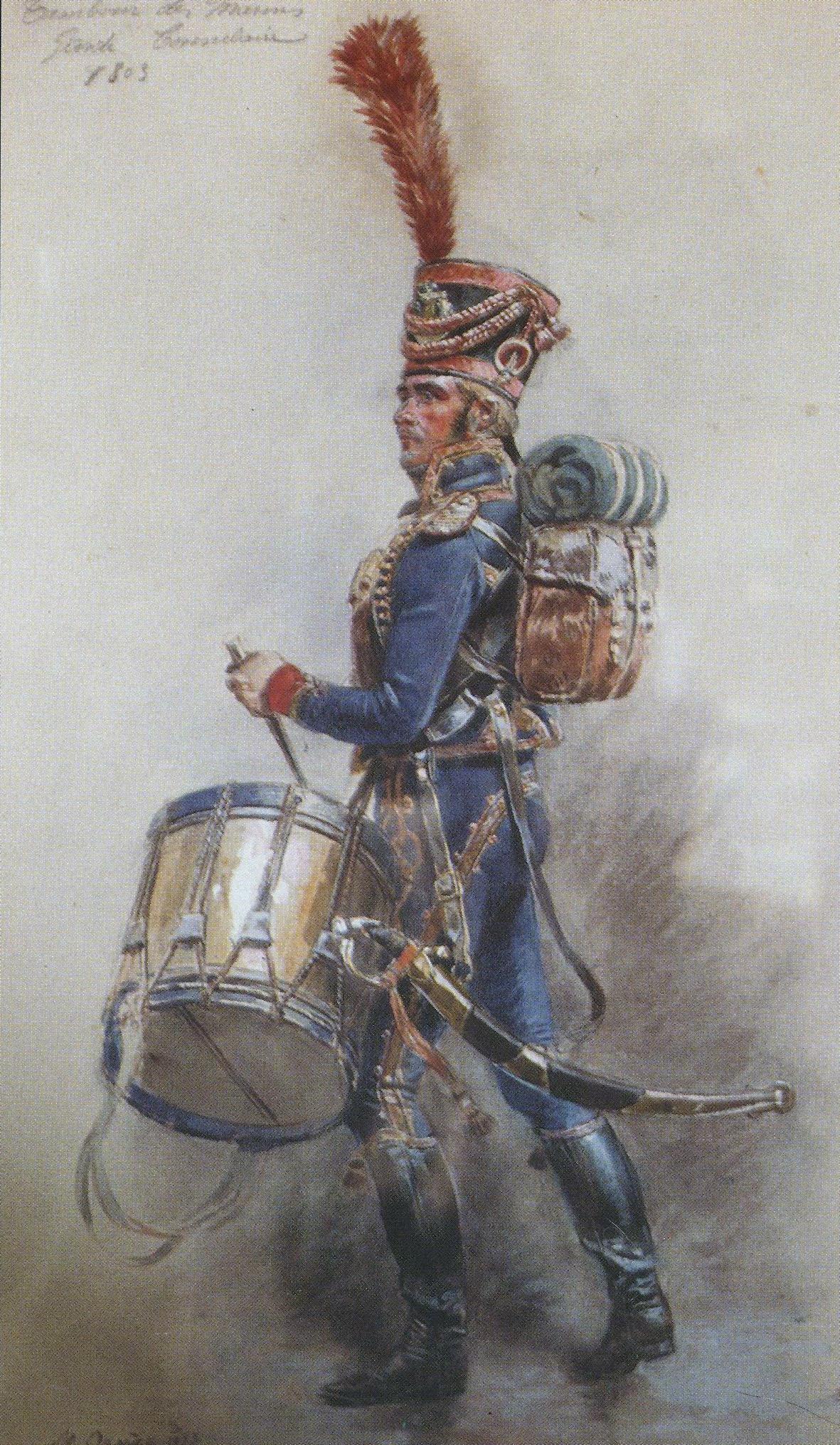
Baterista da Marinha da Guarda Consular, por Maurice Orange.

A primeira tarefa da nova unidade era fazer parte da força estacionada em Bolonha para a invasão de Napoleão ao Reino Unido. Eles construíram barcos para o Exército da Costa Oceânica e serviram seu papel inicial como uma unidade de elite para apoiar as tripulações navais, que muitas vezes possuíam pouco treinamento ou experiência. Quando a invasão foi cancelada, parte da unidade lutou na campanha austríaca de 1805, participando das batalhas de Ulm e Austerlitz. Em 1806, 102 homens da unidade participaram da Campanha Prussiana, embora tenham lutado em Jena se destacaram no cerco de Danzig, onde formaram parte da força de sapadores de Chasseloup-Laubat. Finalmente, eles seguiram o Grande Armée para a Polônia, onde foram reunidos pelas tripulações que haviam permanecido na França, juntos, eles lutaram em Eylau e Friedland .
Após os Tratados de Tilsit, a unidade foi enviada de volta à França, mas partiu para a Guerra Peninsular logo após. Sob o comando do general Dupont, participaram ativamente na batalha de Bailén, onde sofreram pesadas baixas. Os sobreviventes foram feitos prisioneiros e enviados para Cádis em barcaças, onde alguns permaneceram até 1814. A unidade teve que ser recriada do zero em março de 1809, mas agora composta por apenas uma única tripulação de 150 homens, quais lutaram em Wagram liderados pelo Capitaine de Vaisseau Baste, na função de artilheiros.
Em setembro de 1810, 8 tripulações foram adicionadas, aumentando a força da unidade para 1.136 homens. A unidade sofreu baixas incrivelmente pesadas na Invasão da Rússia, lutando em várias batalhas e sendo dizimada pelo frio, fome e doenças - apenas 85 de seus oficiais e marinheiros ainda estavam vivos ao final da campanha, quando o Grandé Armeé retornará a Alemanha. Reorganizada e reforçada com novos recrutas, a unidade lutou em Leipzig como parte da infantaria da Jovem Guarda.
Em 1814, a unidade participou da Campanha dos Seis Dias, notoriamente na "defesa" de Paris. Um pequeno destacamento de 21 marinheiros da unidade acompanhou Napoleão ao exílio em Elba.  Durante os Cem Dias do qual Napoleão retornou a França, uma nova tripulação de 150 marinheiros foi formada novamente,  os quais lutaram em Ligny e Waterloo - neste último, eles cobriram a retirada do 1º Regimento de Granadeiros da Velha Guarda e do 1º Chasseurs da Velha Guarda. Eles foram finalmente dissolvidos em 15 de agosto de 1815.

## Uniforme
O uniforme consistia em uma túnica azul e calças de estilo húngaro. A túnica tinha punhos vermelhos, enfeites em estilo Dólmã e dragonas. O Shako era preto com uma pluma escarlate e uma placa de capacete de águia, emblema principal do Império Napoleônico, e os sapatos, cós e cinto também eram pretos. O cinto era utilizado no mesmo estilo da cavalaria ligeira.

## Comandantes

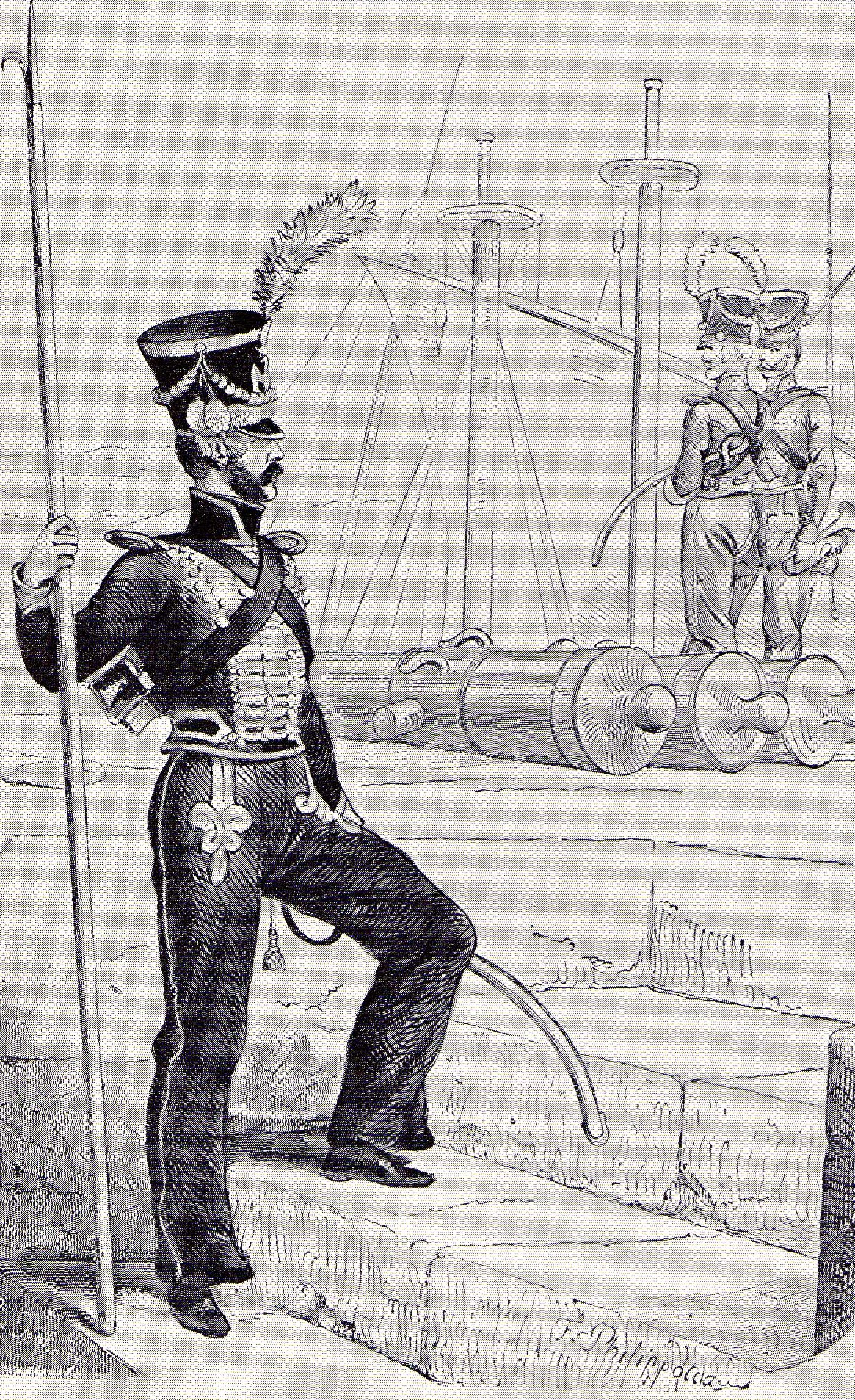
Marinheiro da Guarda em 1810 (gravura de Félix Philippoteaux).

- 1805: François Henri Eugène Daugier.
- 1809: Pierre Baste.
- 1810: Antoine Vattier.
- 1811: Honoré Joseph Antoine Ganteaume.
- 1813: Louis Pierre François Ricard Barthélémy de Saizeu.
- 1815: Capitaine de frégate François Louis Taillade.[4]